# Dreieinigkeitskirche (Streitberg)

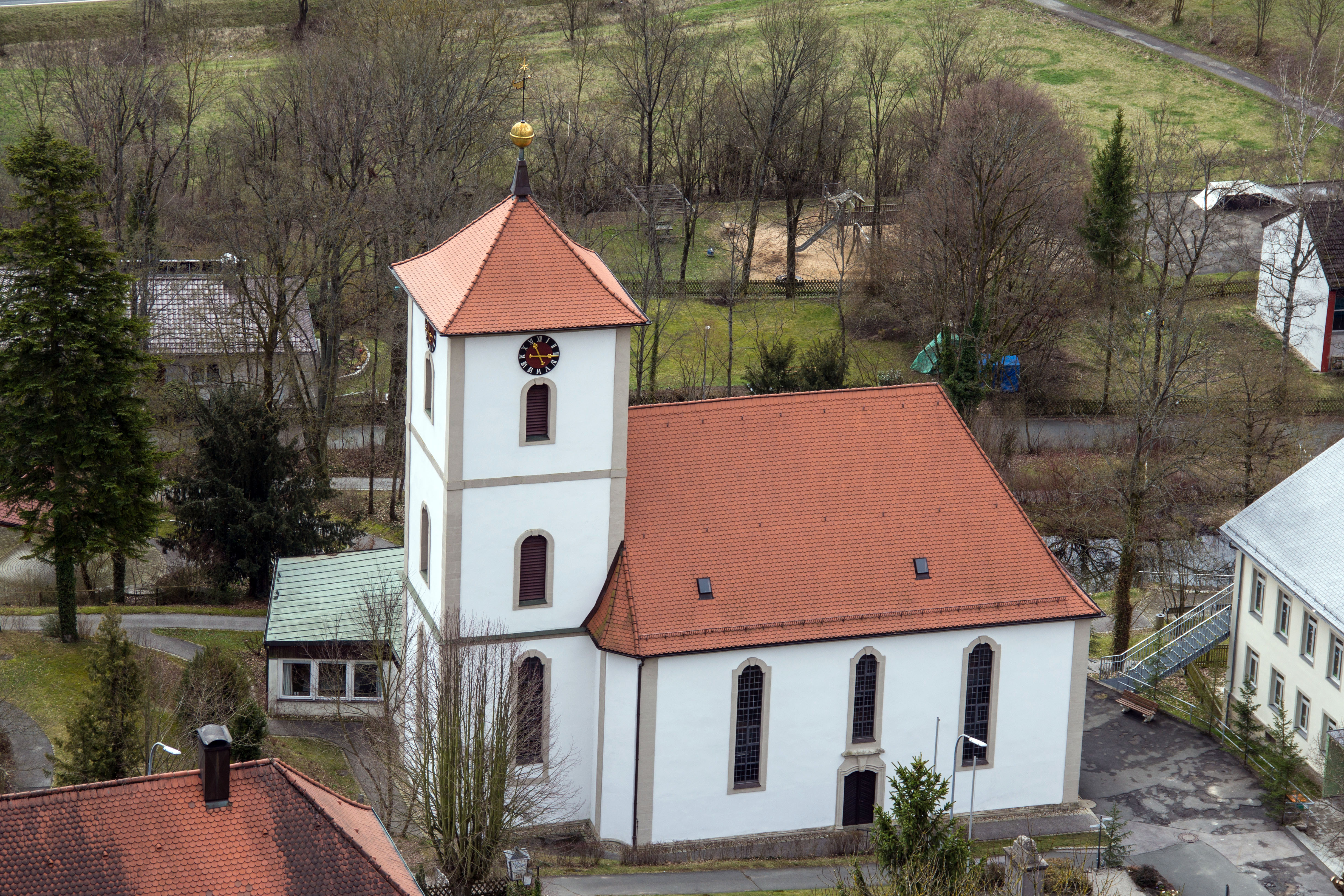
Dreieinigkeitskirche (Streitberg)

Die denkmalgeschützte, evangelisch-lutherische Dreieinigkeitskirche steht in Streitberg, einem Gemeindeteil des Marktes Wiesenttal im Landkreis Forchheim (Oberfranken, Bayern). Die Pfarrkirche ist unter der Denkmalnummer D-4-74-176-32 als Baudenkmal in der Bayerischen Denkmalliste eingetragen. Die Pfarrei gehört zum Dekanat Forchheim im Kirchenkreis Bayreuth der Evangelisch-Lutherischen Kirche in Bayern.

## Beschreibung
Die Saalkirche wurde in den Jahren 1752 bis 1757 erbaut, nachdem der Vorgängerbau in Niederfellendorf wegen Vergrößerung des Friedhofs abgerissen werden musste. Sie besteht aus einem Langhaus mit drei Fensterachsen, das mit einem Walmdach bedeckt ist, und einem quadratischen, dreigeschossigen, mit einem Pyramidendach bedeckten Chorturm im Osten, dessen oberstes Geschoss die Turmuhr und den Glockenstuhl beherbergt. Der Innenraum des Langhauses, das mit einer gefelderten Flachdecke überspannt ist, hat an drei Seiten doppelstöckige Emporen. Der Innenraum des Chors, d. h. das Erdgeschoss des Chorturms, ist ebenfalls mit einer Flachdecke überspannt.
In den Jahren 1932 bis 1934 wurde die Kirchenausstattung durch Karl Hemmeter erneuert. Es wurde ein Kanzelaltar gebaut und ein Ambo aufgestellt. Das Taufbecken stammt noch aus dem 16. Jahrhundert.